# Syrische Basketballnationalmannschaft der Damen
Die syrische Basketballnationalmannschaft der Damen ist die Auswahl iranischer Basketballspielerinnen, welche die Syrian Basketball Federation auf internationaler Ebene, beispielsweise in Freundschaftsspielen gegen die Auswahlmannschaften anderer nationaler Verbände, aber auch bei internationalen Wettbewerben repräsentiert. Größter Erfolg war der neunte Rang bei der Asienmeisterschaft 1986. Im Jahr 1948 trat der nationale Verband dem Weltverband Fédération Internationale de Basketball (FIBA) bei. Im November 2013 wurde die Mannschaft nicht in der Weltrangliste der Frauen geführt.

## Internationale Wettbewerbe

### Syrien bei Weltmeisterschaften
Die Mannschaft konnte sich bisher nicht für eine Weltmeisterschaft qualifizieren.

### Syrien bei Olympischen Spielen
Bisher gelang es der Mannschaft nicht, sich für die olympischen Basketballwettbewerbe zu qualifizieren.

### Syrien bei Asienmeisterschaften
Die Mannschaft kann bisher eine Teilnahme an der Asienmeisterschaft vorweisen:
| - 1965: nicht qualifiziert - 1968: nicht qualifiziert - 1970: nicht qualifiziert - 1972: nicht qualifiziert - 1974: nicht qualifiziert - 1976: nicht qualifiziert - 1978: nicht qualifiziert - 1980: nicht qualifiziert - 1982: nicht qualifiziert - 1984: nicht qualifiziert - 1986: 9. Platz - 1988: nicht qualifiziert - 1990: nicht qualifiziert | - 1992: nicht qualifiziert - 1994: nicht qualifiziert - 1995: nicht qualifiziert - 1997: nicht qualifiziert - 1999: nicht qualifiziert - 2001: nicht qualifiziert - 2004: nicht qualifiziert - 2005: nicht qualifiziert - 2007: nicht qualifiziert - 2009: nicht qualifiziert - 2011: nicht qualifiziert - 2013: nicht qualifiziert - 2015 |